# パン・パシフィック・インターナショナルホールディングス
株式会社パン・パシフィック・インターナショナルホールディングス（英: Pan Pacific International Holdings Corporation）は、主に総合ディスカウントストア・ドン・キホーテや長崎屋等の企業集団を展開する、日本の持株会社である。本社は東京都渋谷区道玄坂に所在。東京証券取引所プライム上場。2019年2月1日、ドン・キホーテホールディングスから社名変更。
連結子会社にドン・キホーテやユニー（共に100%子会社）、孫会社に長崎屋（ドン・キホーテ完全子会社）などがある。また、2023年2月末現在、ファミリーマートやユニーに米飯等を製造するカネ美食品の39.44%の株式を保有している。

## 沿革
- 1978年（昭和53年）10月 - 創業者である安田隆夫が29歳の時、西荻窪に18坪の雑貨店「泥棒市場」を開業。この店舗で、現在の「ドン・キホーテ」の特徴である「深夜営業」「圧縮陳列」「POP洪水」の手法が確立された[7]。なお、「泥棒市場」の店舗は5年ほどで他人に売却している[7]。
- 1980年（昭和55年）9月 - 個人事業の「泥棒市場」を法人化[8]。卸売販売及び小売販売を目的として、「株式会社ジャスト」を東京都杉並区桃井四丁目4番19号に資本金300万円で設立。
- 1983年（昭和58年）9月 - 埼玉県和光市に現金卸売専業の会社「株式会社リーダー」を設立。
- 1989年（平成元年）3月 - 「株式会社ジャスト」として小売業に再参入を図るため[7]、「消費者に良い品をより安く販売する」をモットーに、東京都府中市に「ドン・キホーテ」1号店となる府中店を開設[8]。府中店は当初、毎月1000万円の赤字を出しており、卸売業「リーダー」の利益で赤字を補填する状況であった[8]。
- 1993年（平成5年）11月　- 「ドン・キホーテ」2号店となる杉並店を開設[8]。この時点で1号店の府中店の年間売上は20億円を突破しており、「ドン・キホーテ」のビジネスモデルが成功することを安田は確信した[8]。杉並店の初年度の年間売上は15億円であった[8]。この頃から安田は小売業に専念し始めるようになる[8]。「リーダー」は外販を縮小するとともに、卸売機能自体は「株式会社ドン・キホーテ」の内部に事実上組み込まれ、2011年6月に「株式会社リーダー」は清算された[9]。
- 1995年（平成7年）
  - 3月 - 本部（本社機能）を東京都府中市若松町四丁目3番地に移転。
  - 9月 - 商号を株式会社ドン・キホーテに変更。
- 1996年（平成8年）12月 - 株式店頭登録。
- 1997年（平成9年）11月 - 本店を東京都江戸川区北葛西四丁目14番1号に移転。
- 1998年（平成10年）
  - 6月 - 東京証券取引所市場第二部に上場。
  - 9月 - ドン・キホーテ公式マスコットキャラクター「ドンペン」誕生。
- 2000年（平成12年）7月 - 東京証券取引所市場第一部銘柄へ指定変更。
- 2006年（平成18年）
  - 2月 - 
    - 弁当・総菜チェーンであるオリジン東秀の買収を画策するも同社経営陣の反対並びにイオンによる友好的TOB（株式公開買付け）実施により、断念。保有していたオリジン株をイオンに売却した[10]。
    - 米国ハワイ州での店舗運営を目的としてDon Quijote (USA) Co., Ltd.を連結子会社化。

  - 9月 - 本店を東京都新宿区西新宿二丁目6番1号に移転。
- 2007年（平成19年）
  - 1月 - DIY事業を営むドイト株式会社を連結子会社化。
  - 10月 - 総合スーパー事業を営む株式会社長崎屋を連結子会社化。
- 2009年（平成21年）
  - 9月 - 本店を東京都目黒区青葉台二丁目19番10号に移転。ドン・キホーテ中目黒本店を開業。
  - 10月 - プライベートブランド「情熱価格」の販売を開始。
- 2011年（平成23年）4月 - 創業者・安田隆夫が編纂した企業理念集「源流」を発行。
- 2013年 （平成25年）
  - 7月 - 海外事業持株会社として、シンガポール共和国にPan Pacific International Holdings Pte. Ltd.（現・Pan Pacific Retail Management (Singapore) Pte. Ltd.）を設立。
  - 9月 - 北米及びハワイ州での店舗運営を目的として、MARUKAI CORPORATIONを連結子会社化。
  - 12月 - 商号を株式会社ドンキホーテホールディングス（現・パン・パシフィック・インターナショナルホールディングス(PPIH)）に変更し、純粋持株会社体制に移行。
- 2014年（平成26年）3月 - 自社発行型電子マネー『majica（マジカ）』サービス開始。
- 2015年（平成27年）1月 -「TOKYO CENTRAL」1号店を米国カルフォルニア州に開設。
- 2017年（平成29年）
  - 8月 - ユニー・ファミリーマートホールディングス株式会社との資本・業務提携を締結[11]。
  - 9月 - 米国ハワイ州において24店舗のスーパーマーケットを展開する、QSI,Inc. の全株式を取得し子会社化。
  - 12月 - 創業者・安田隆夫が開発した"ジャパンブランド・スペシャリティストア"をコンセプトとした新業態、シンガポール1号店「DON DON DONKI オーチャードセントラル店」オープン。
- 2018年（平成30年）2月 - ユニー株式会社の運営店舗「ピアゴ大口店」を皮切りにMEGAドン・キホーテUNYへの業態転換を開始。
- 2019年（平成31年/令和元年）
  - 1月 - ユニー株式会社株式を60%追加取得したことにより、同社を連結子会社（完全子会社）とする[12]。
  - 2月 -
    - 商号を株式会社パン・パシフィック・インターナショナルホールディングスに変更[13]。
    - タイ1号店「DONKI MALL THONGLOR(DON DON DONKIを中核テナントとする総合アミューズメントモール)」オープン。

  - 7月 - 香港1号店「DON DON DONKI ミラプレイス2店」オープン。
  - 12月 - 「源流」の英語版である"The Source"を発行。
- 2020年（令和2年）
  - 2月 - グループ内の経営資源の最適配分のためドイト株式会社を会社分割、同社のホームセンター事業及びリフォーム事業をコーナン商事に承継。
  - 3月 - インドネシア1号店「DON DON DONKI セントラル パーク」オープン。
  - 10月 - Pan Pacific International Club（PPIC）発足。
  - 12月 - マジカアプリ会員500万人達成。
- 2021年（令和3年）
  - 2月 - PBブランド「情熱価格」リニューアル。
  - 3月 - マレーシア1号店「JONETZ by DON DON DONKI ロット10」オープン。
  - 4月 - 米国カリフォルニア州においてプレミアムスーパーマーケットチェーン「Gelson's」を運営する企業グループの持株会社である、GRCY Holdings, Inc. を子会社化。
  - 9月 - 金融事業展開を目的とし株式会社パン・パシフィック・インターナショナルフィナンシャルサービス（PPIF）を設立。
- 2022年（令和4年）
  - 1月 - 株主優待制度の導入。
  - 4月 - 東京証券取引所の市場区分の見直しにより、東京証券取引所の市場第一部からプライム市場に移行
  - 8月 - マジカアプリ会員1,000万人達成。
- 2023年（令和5年）
  - 8月 - 東京都渋谷区道玄坂に大型複合施設「道玄坂通 dogenzaka-dori」を開業。
  - 12月 -株式会社pHmediaを設立。
- 2024年（令和6年）
  - 6月 - 2024年6月期の連結売上高が2兆円を突破。
  - 7月 - マジカアプリ会員1,500万人達成。
  - 9月 - 本店を東京都渋谷区道玄坂二丁目25番12号に移転。

## グループ企業

### 国内リテール部門
- 株式会社ドン・キホーテ - DS事業
- ユニー株式会社 - GMS事業
- UDリテール株式会社 - DS型GMS事業
- 株式会社長崎屋 - DS型GMS事業
- 株式会社橘百貨店 - DS型GMS事業

### 海外リテール部門
- Don Quijote (USA) Co., Ltd.（ハワイ州ホノルル） - SM事業
- Gelson's Markets - プレミアムスーパーマーケット事業
- MARUKAI CORPORATION（カリフォルニア州） - SM事業
- Marukai Hawaii Co. Ltd. - SM事業
- QSI, Inc.（ハワイ州ホノルル） - SM事業
- Pan Pacific Retail Management (Singapore) Pte. Ltd.（シンガポール） - SM事業
- Pan Pacific Retail Management (Hong Kong) Co. Ltd.（香港） - SM事業
- MACAU PACIFIC RIM RETAIL MANAGEMENT CO., LTD.（マカオ） - マカオにおける「DON DON DONKI」の運営
- PT. Pan Pacific Retail Management Indonesia（インドネシア）- SM事業
- Taiwan Pan Pacific Retail Management Co., Ltd.（台湾） - 台湾における「DON DON DONKI」の運営
- Pan Pacific Retail Management (Malaysia) Sdn. Bhd.（マレーシア）マレーシアにおける専門店の運営
- DONKI Thailand Co., Ltd.（バンコク市） - SM事業

### 流通部門
- 株式会社パン・パシフィック・インターナショナル・トレーディング - 輸入・卸売業
- 株式会社富士屋商事 - 卸売業
- 株式会社パン・パシフィックコマース - 輸入・卸売業

### サービス部門
- 株式会社エアラインホテル - 宿泊事業
- 株式会社オペレーションシェアードサービス - 総務に関する業務

### 不動産・テナント部門
- 日本アセットマーケティング株式会社 - 不動産賃貸・管理業
- 株式会社ディワン - 店舗開発事業
- 日本商業施設株式会社 - テナント賃貸事業・リフォーム・リペア事業

### リテールメディア部門
- 株式会社pHmedia - 広告・販促プロモーション事業

### 広告プロモーション部門
- 株式会社リアリット - インターネット事業

### 金融サービス部門
- 株式会社パン・パシフィック・インターナショナルフィナンシャルサービス - 金融サービス事業
- 株式会社UCS - 金融サービス事業

### デジタル領域部門
- 株式会社カイバラボ - よりよい店舗体験・お客さま理解を深めるためのプラットフォーム

### グループを離脱した企業及びブランド
- 株式会社99イチバ (現在は株式会社G-7リコス・ストアズに社名変更)G-7ホールディングスに譲渡店名もMiniピアゴからリコスに変更
- ドイト - コーナン商事に譲渡。企業としては社名を変更し、株式会社スカイグリーンとして存続。

## 電子マネー
当グループでは以下の電子マネーが導入された。

### majica
- PPIHグループは独自のプリペイドカード式電子マネーとしてmajica（マジカ）を導入している。カード発行会社はUCSで、電子マネー機能の運営会社およびアプリ版提供会社はドン・キホーテである。2014年3月18日発行開始。
- 全国のドン・キホーテ、MEGAドン・キホーテ、長崎屋、ドイトグループなどグループ全店で利用可能で、チャージ金額の1%がポイントとして付与される。会計時にマジカカードを提示すると、購入金額が1001円以上の場合に2020年7月1日以前は10円未満を切り捨て、以降は4円以下を切り捨て9円以下は5円と会計される「マジ値引（旧：円満快計）」のサービスがある。年間購入金額に応じたランク別特典や、対象品の割引購入など優遇があり、カード利用者が優遇特典を利用するためには、majicaアプリでユーザ登録を要する。
- 登録会員に割引クーポンを発行し、モバイルサイトかアプリに表示されるQRコードかmajica磁気カードを発券機に認識させると、店舗が設定した割引クーポンが1商品につき1枚発行される。商品ごとに設定された発行上限に達すると商品選択ボタン上に「上限に達しました」と表示され、発行されない。1人が同じ商品について複数枚のクーポンは発行できない。まる得クーポンはメルマガ登録会員向けのサービスであったが、majica開始以降はmajica登録会員向けのサービスとなっている。
- アピタ・ピアゴ各店（MEGAドン・キホーテUNYに転換した店舗を除く）では自社電子マネーのユニコ（uniko）を展開していることもあり、2019年にグループ入りした後もmajicaの利用が出来なかったが、2020年4月6日からmajicaの利用が出来るようになった。unikoの利用終了によりmajicaへ移行を受け付け、残高などを引き継ぐ。なおマジ値引（旧：円満快計）はアピタ、ピアゴでは対象外である。